# Anne Hutchinson
Anne Hutchinson (Anne Marbury, 1591-1643), fue una teóloga y consejera espiritual británica, reconocida por causar revuelo con sus doctrinas sobre la fe y la tolerancia religiosa en una sociedad netamente puritana. 

## Biografía

### Primeros años y viaje a Norteamérica
Anne Hutchinson nació en Alford, Lincolnshire, Inglaterra, y fue bautizada el 20 de julio de 1591. Hija de Francis Marbury y Bridget Dryden. Años después conoció al Reverendo John Cotton, quien se convirtió en su mentor. Al abandonar Cotton Inglaterra, Anne también decidió marcharse. Junto a su esposo William y sus hijos abandonaron Inglaterra y se establecieron en la colonia de Massachusetts Bay en 1634. En dicho lugar, Anne empezó a llevar a cabo reuniones semanales para discutir sobre teología y para impartir consejo espiritual.

### Juicio y castigo
Algunas de sus creencias religiosas no cayeron bien en algunos de sus vecinos puritanos. Ellos creían que para ganarse la salvación y la vida eterna debían llevarse a cabo obras de caridad en la tierra. Hutchinson creía que solamente la fe era suficiente. También creía que Dios se manifestaba al hombre directamente, sin necesidad del clero. Los líderes comunitarios empezaron a ver a Hutchinson como un grave problema. Fue llevada a juicio y condenada por herejía en 1637, y se le pidió que abandonara la colonia.

### Fallecimiento
Hutchinson y su familia se trasladaron a Rhode Island. Su esposo murió en 1642, por lo que la familia se mudó cerca de Long Island Sound. En 1643, Hutchinson y todos sus hijos, excepto uno, fueron asesinados en un ataque perpetrado por nativos americanos. Su muerte fue vista por los puritanos de la bahía de Massachusetts como la clara evidencia del juicio divino en la tierra.
En 1987, el gobernador de Massachusetts Michael Dukakis absolvió a Anne Hutchinson, revocando la orden de destierro que se le había dado 350 años antes.

## Reconocimientos
Anne Hutchinson forma parte de la instalación de la artista feminista Judy Chicago, The Dinner Party. Esta es una historia simbólica de la mujer en la civilización occidental que representa a 1.038 mujeres de la historia; 39 de ellas están representadas por cubiertos y otras 999 en los nombres que están inscritos en The Heritage Floor sobre el que descansa la mesa. Su juego de mesa está basado en los cuadros de duelo creados por mujeres en el siglo XVIII que combinaban la costura y la acuarela y representaban el dolor por la pérdida de una figura pública importante, un familiar o un amigo íntimo.